# Bruno Reudenbach
Bruno Reudenbach (* 1952) ist ein deutscher Kunsthistoriker.

## Leben
Er studierte Kunstgeschichte, Klassische Archäologie und Philosophie in Köln und Freiburg im Breisgau. Nach der Promotion an der Universität zu Köln war er von 1978 bis 1986 wissenschaftlicher Mitarbeiter am Sonderforschungsbereich Mittelalterforschung der Universität Münster. Seit 1986 ist er Professor am Kunstgeschichtlichen Seminar der Universität Hamburg. Seit 2006 ist er wissenschaftlicher Leiter des Deutschen Bibel-Archivs und Associate of the International Center of Medieval Art (2010–13). Seit 2012 ist er Mitglied im Komitee des Mediävistischen Arbeitskreises der Herzog August Bibliothek in Wolfenbüttel.
Seine Schwerpunkte sind spätantike und Mittelalterforschung, insbesondere Text-Bild-Probleme, Herrscherrepräsentation, theologie- und frömmigkeitsgeschichtliche Fragen, sowie Architekturgeschichte und -theorie.

## Schriften (Auswahl)
- G. B. Piranesi, Architektur als Bild. Der Wandel in der Architekturauffassung des 18. Jh. Prestel, München 1979, ISBN 3-7913-0459-3 (zugleich Dissertation, Köln 1977).
- Das Taufbecken des Reiner von Huy in Lüttich. Reichert, Wiesbaden 1984, ISBN 3-88226-205-2.
- als Herausgeber: Erwin Panofsky. Beiträge des Symposions Hamburg 1992 (= Schriften des Warburg-Archivs am Kunstgeschichtlichen Seminar. Band 3). Akademie-Verlag, Berlin 1994, ISBN 3-05-002392-9.
- Das Godescalc-Evangelistar. Ein Buch für die Reformpolitik Karls des Großen (= Fischer. Band 12177). Fischer-Taschenbuch-Verlag, Frankfurt am Main 1998, ISBN 3-596-12177-9.
- Reliquiare als Heiligkeitsbeweis und Echtheitszeugnis (= Vorträge aus dem Warburg-Haus. Band 4). Akademie-Verlag, Berlin 2000, ISBN 3-05-003324-X.
- als Herausgeber mit Gia Toussaint: Reliquiare im Mittelalter (= Hamburger Forschungen zur Kunstgeschichte. Band 5). Akademie-Verlag, Berlin 2005, ISBN 978-3-05-004134-6; 2. Auflage, Akademie-Verlag, Berlin 2011, ISBN 978-3-05-004913-7.
- als Herausgeber: Jerusalem, du Schöne. Vorstellungen und Bilder einer heiligen Stadt (= Vestigia Bibliae. Band 28). Lang, Bern/Berlin/Bruxelles/Frankfurt/New York/Oxford/Wien 2008, ISBN 978-3-03-911619-5.
- Die Kunst des Mittelalters. Band 1 800–1200 (= Beck’sche Reihe . Band 2554). Beck, München 2008, ISBN 978-3-406-56934-0.
- als Herausgeber: Karolingische und ottonische Kunst (= Geschichte der bildenden Kunst in Deutschland. Band 1). Prestel, München/Berlin/London/New York 2009, ISBN 978-3-423-34301-5.
- als Herausgeber mit Hartmut Bleumer, Hans-Werner Goetz und Steffen Patzold: Zwischen Wort und Bild. Wahrnehmungen und Deutungen im Mittelalter. Böhlau, Köln/Weimar/Wien 2010, ISBN 978-3-412-20537-9.
- als Herausgeber mit Maike Steinkamp: Mittelalterbilder im Nationalsozialismus (= Hamburger Forschungen zur Kunstgeschichte. Band 9). Akademie-Verlag, Berlin 2013, ISBN 3-05-006096-4.
- als Herausgeber mit Hanna Wimmer und Malena Ratzke: Mittelalterbilder im Nationalsozialismus (= Vestigia bibliae. Band 34). Peter Lang, Bern/Berlin/Frankfurt am Main/Wien 2016, ISBN 3-0343-2059-0.